# يوشيو ساساكي
يوشيو ساساكي (باليابانية: 佐々木 芳雄 ) (و. 1913 – 2007 م) هو منتج أفلام، وصحفي، من اليابان، ولد في طوكيو، توفي عن عمر يناهز 94 عاماً.